# Bucht von Chetumal

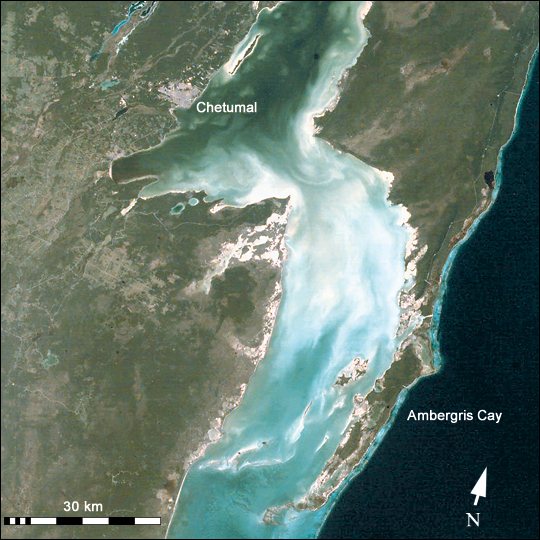
Die Bucht von Chetumal

Die Bucht von Chetumal (spanisch Bahía de Chetumal, englisch Chetumal Bay) ist eine Meeresbucht des Karibischen Meeres südlich der Halbinsel Yucatán an der Grenze zwischen Mexiko und Belize.
Die bedeutendste Stadt an der Bucht ist die mexikanische Stadt Chetumal, die die Hauptstadt des Bundesstaates Quintana Roo ist. Die Bucht ist nach Süden geöffnet und wird im Osten von Ambergris Caye begrenzt. Im Jahr 1901 wurde zusätzlich ein Kanal als Verbindung zwischen dem Karibischen Meer und der Bucht errichtet (Canal de Zaragoza).
In die Bucht von Chetumal mündet der Grenzfluss zwischen Mexiko und Belize, der Rio Hondo.